# Wielki Wyścig Miłosierdzia

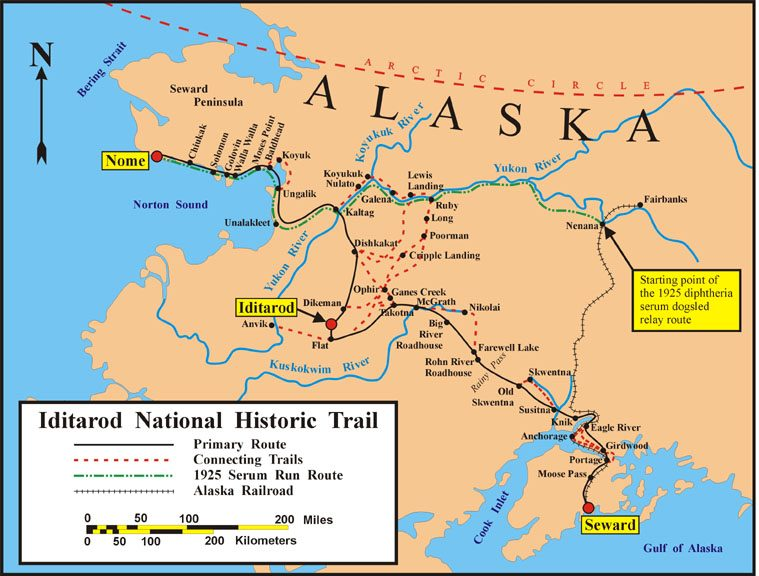
Przebieg sztafety z 1925 roku (zielony)

Wielki Wyścig Miłosierdzia (ang. Great Race of Mercy, 1925 serum run to Nome) – sztafetowy wyścig psich zaprzęgów do Nome na Alasce z 1925 roku, którego celem było dostarczenie surowicy przeciwko panującej w mieście błonicy.
Udział w nim wzięło 20 maszerów i ok. 150 psów zaprzęgowych, które w przeciągu 5 dni pokonały 1085 km ratując w ten sposób okoliczną społeczność przed rozwijającą się epidemią.
Wydarzenie to upamiętnia doroczny wyścig psich zaprzęgów Iditarod Trail.

## Tło
W czasie gorączki złota na Alasce na przełomie XIX i XX wieku położone na południowym krańcu półwyspu Seward miasto Nome liczyło ok. 20 000 mieszkańców. W 1925 roku zamieszkiwało je łącznie z górnikami z miejscowych kopalń i rdzennymi mieszkańcami nieco ponad 2500 ludzi, ale pozostało ono znaczącym miastem.
Z powodu położenia geograficznego miasto w czasie zimy pozostawało prawie odcięte od świata. Port w mieście był w okresie zimowym oblodzony, a zatem niedostępny dla statków. Transport lotniczy natomiast nie był tak rozwinięty i choć podróż była możliwa to z powodu dużych mrozów takowe się nie odbywały. Jedynym połączeniem stanowiła trasa Iditaroad, czyli szlak psich zaprzęgów.

## Historia

### Początek epidemii

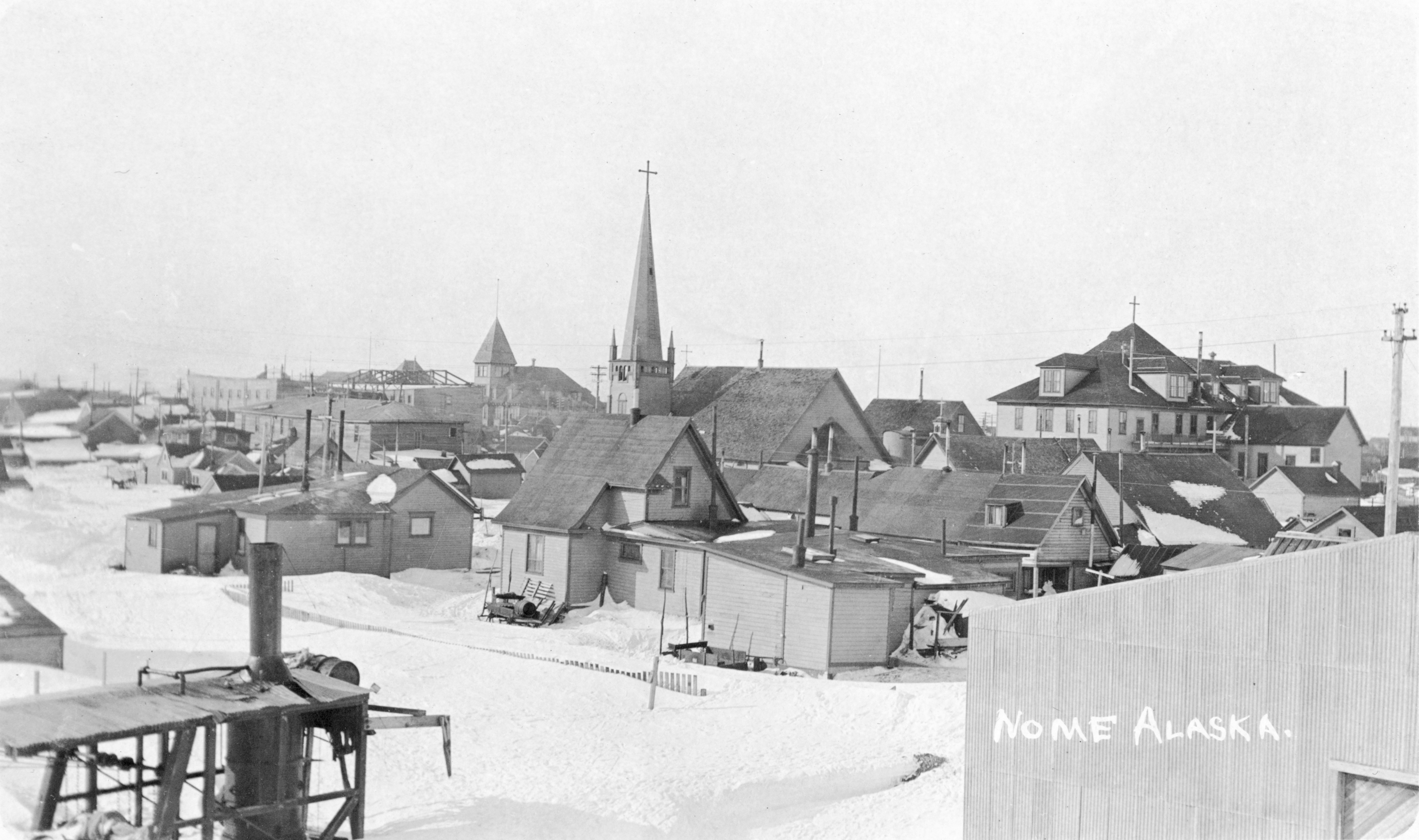
Nome w 1916 roku

Na przełomie 1924 i 1925 roku w mieście znajdował się niewielki szpital, w którym pracował dr Curtis Welch wraz z czterem pielęgniarkami. Kilka miesięcy wcześniej lekarz zamówił nową partię antytoksyny na błonicę, gdy zauważył, że cały dotychczasowy zapas się przeterminował. Jednakże przesyłka nie dotarła do miasta przed zimą.
W grudniu 1924 roku z pobliskiej wioski St. Cross zgłosiła się do lekarza eskimoska rodzina z chorym, dwuletnim chłopcem. Dr Welch błędnie zdiagnozował stan chłopca jako zapalenie migdałków. Wykluczył możliwość błonicy, ponieważ nikt inny w rodzinie dziecka ani w wiosce nie wykazywał jej objawów. Dziecko zmarło następnego dnia, ale sekcji nie przeprowadzono, gdyż matka odmówiła zgody na autopsję. W rezultacie lekarz błędnie diagnozował coraz większą liczbę przypadków jako zapalenie migdałków. Kolejny zgon nastąpił 28 grudnia, a w kolejnych dniach zmarło jeszcze dwoje eskimoskich dzieci.
Dopiero 20 stycznia 1925 roku dr Welch prawidłowo zdiagnozował błonicę u 3-letniego Billa Barnetta. Nie podał jednak chłopcu antytoksyny z obawy przed przeterminowanymi sztukami. Ostatecznie osłabione dziecko zmarło następnego dnia.
21 stycznia lekarz wykrył u siedmioletniej Bessie Stanley późną błonicę. Postanowił zaryzykować i podać jej przeterminowany lek, ale dziewczynka umarła jeszcze tego samego dnia. Po tym zdarzeniu dr Welch skontaktował się z burmistrzem Nome, George’em Maynardem, który zorganizował nadzwyczajne posiedzenie rady miejskiej. Podczas spotkania lekarz oznajmił, że będzie potrzebnych co najmniej milion jednostek antytoksyny, aby powstrzymać epidemię. 22 stycznia wysłał telegram, by ostrzec o sytuacji wszystkie główne miasta na Alasce oraz gubernatora Scotta C. Bone’a. Wysłał również telegram do U.S. Public Health Service w Waszyngtonie z prośbą o pilne dostarczenie antytoksyny.
Mimo wprowadzenia przez radę miejską kwarantanny, do końca stycznia zdiagnozowano jeszcze 20 przypadków błonicy, a ponad 50 osób znalazło się w grupie podejrzanych.

### Wyścig z czasem
Z Anchorage zostało wysłanych 300 000 jednostek antytoksyny do oddalonego o 350 km miasteczka Nenana. Stamtąd miała ona trafić do Nome, jednakże problem stanowił dalszy transport. Dr Welch oszacował, że w zimowych warunkach nie przetrwa ona dłużej niż sześć dni. Ponieważ transport lotniczy z powodu mrozów nie mógł się odbyć, a czas odgrywał znaczącą rolę, zaproponowano, że dostarczą ją do miasta rozstawieni na trasie maszerzy. Zadanie organizacji całej trasy, wyznaczenia miejsc zmian oraz przygotowania psów otrzymał Leonhard Seppala, najbardziej znany ówczesny maszer i trener psów.
Sztafeta wyruszyła 27 stycznia 1925 roku z Nenany. Pierwszym maszerem został William „Wild Bill” Shannon, który po zabraniu 9 kilogramowego pakunku z antytoksyną wyruszył z zaprzęgiem dziewięciu psów w kierunku Tolovany. Jednakże spadająca temperatura i złe warunki na szlaku spowodowały, że po dotarciu do zajazdu w Minto miał odmrożoną twarz, a psy poranione łapy. Postanowił więc zostawić trzy najbardziej osłabione, z czego dwa z nich wkrótce padły, i wyruszyć do końca odcinka. Wyczerpany dotarł do Tolovany w południe 28 stycznia po pokonaniu 84 km. Z powodu złego stanu zdrowia oraz osłabienia samych psów zdecydowano, że maszerzy będą przemierzać krótsze odcinki, a co za tym idzie będzie ich więcej na trasie. Pakunek od Shannona przejął Edgar Kallands, który ok. godziny 16 dotarł do punktu w Manley Hot Springs. Ponieważ temperatura spadła do -49 stopni odmroził sobie dłonie. Jeszcze tego samego dnia swoje odcinki pokonali Dan Green i Johnny Folger, który dotarł do Tanany bez większych problemów. W ciągu następnego dnia sześciu kolejnych maszerów pokonało łącznie 274 km i paczka dotarła do miejscowości Galena. Jednocześnie wydarzenie trafiło na czołówki amerykańskich gazet i było na bieżąco śledzone przez dziennikarzy.
30 stycznia trasę rozpoczął George Nollner, który dotarł do Bishop Mountain i przekazał paczkę Charliemu Evansowi. Ten jednak prowadził zaprzęg przez mgłę lodową, przez co niezabezpieczone odpowiednio psy po dotarciu do Nulato padły. Po nim w trasę wyruszył Tommy Patsy. Jednocześnie w Nome zostało potwierdzonych 27 przypadków błonicy, co spowodowało, że burmistrz miasta wznowił pomysł dostarczenia antytoksyny drogą lotniczą. Jednakże najbardziej doświadczeni piloci, marynarka wojenna i gubernator Alaski odrzucili taką możliwość, co spotkało się z krytycznymi artykułami w prasie.
Patsy pokonał trasę bez większych problemów, ustanawiając przy okazji największą średnią prędkość, przez co przejechał odległość 58 km w przeciągu 3,5 godziny. Po nim antytoksynę przejęli Jack „Jackscrew” Nicolai i Victor Anagick, który o 3:30 nad ranem 31 stycznia dotarł z nią do Unalakleet. Stąd w dalszą drogę do Shaktoolik wyruszył Myles Gonangnan. Mimo szalejącej wichury, padającego śniegu i temperatury na poziomie -57 stopni Celsjusza udało mu się dojechać na miejsce. Tam przesyłkę miał odebrać Leonhard Seppala, ale nie dotarł na czas. Zamiast niego w drogę wyruszył Henry Ivanoff. Niespełna pół mili od startu zaprzęg natrafił na renifera co doprowadziło do splątania się psów. Gdy usiłował je uspokoić na szlaku pojawił się Seppala, który przejął od niego pakunek i wyruszył do Golovin. W tym czasie odczuwalna temperatura spadła do -67 stopni, a szalejąca śnieżyca znacząco ograniczyła widoczność.
Seppala podążył w stronę zatoki Norton, która choć była zamarznięta to istniało ryzyko, że pękający lód uwięzi go na krze i wypchnie w morze, gdyż wiatr wiał od strony brzegu. Z drugiej strony droga przez zatokę pozwalała zaoszczędzić kilkadziesiąt kilometrów. Maszer polegał przy tym na swoim najbardziej doświadczonym psie Togo. Pomimo porywistego wiatru i burzy śnieżnej po kilku godzinach pokonał ją i ok. 20 wieczorem dotarł na drugi brzeg do Isaac’s Point. Tam po krótkim odpoczynku wyruszył w nocy w dalszą trasę. Jednakże lód na zatoce zaczął pękać, dlatego Seppala nie chcąc ryzykować wrócił na brzeg i dalszą część drogi pokonał idąc przez wysokie na 1500 metrów góry Little McKinley Mountain. Ostatecznie mimo fatalnej pogody w ciągu dwóch dni przebył 146 km i dotarł do Golovin, gdzie pakunek przejął od niego Charlie Olson. Tam też dowiedział się, że liczba chorych wzrosła do 28, a pakunek wystarczy dla ok. 30 osób, więc dr Welch poprosił, by wstrzymać transport na czas burzy śnieżnej i nie ryzykować jego utraty. Olson postanowił, że mimo to wyruszy w trasę, ale porywisty wiatr zepchnął go ze szlaku i maszer zgubił drogę. By ochronić psy każdego z nich okrył kocem. Choć sam był wyczerpany i odmroził sobie ręce to o 19:30 1 lutego zjawił się w punkcie zmiany. Zaskoczył tym samym kolejnego zmiennika, Gunnara Kaasena, który sądził, że Olson przeczeka śnieżycę.
Kaasen uznał, że poczeka do 22:00 aż burza ustanie, ale gdy tylko zauważył, że sytuacja pogarsza się i śnieg może całkowicie zasypać szlak wyruszył w drogę. Na przewodnika zaprzęgu wybrał psa Balto, który wcześniej był zwykłym psem ciągnącym. Podróżując przy bardzo słabej widoczności minął wioskę Salomon, gdzie miał się zatrzymać i gdy zorientował się w sytuacji usiłował zawrócić. W czasie tego manewru sanie zostały przewrócone przez wiatr i paczka wpadła w śnieg. Kaasen ostatecznie ją odnalazł i wrócił na szlak. Gdy przybył na miejsce o 2 w nocy jego zamiennik Ed Rohn jeszcze spał, więc Kaasen zdecydował się trochę ogrzać i ruszyć w dalszą drogę. Po pokonaniu ostatnich 40 km dotarł 2 lutego o 5:30 do Nome.
Maszerzy przebyli 1085 km w ciągu 127 godzin i 30 minut, czyli w około pięciu i pół dni. W sztafecie uczestniczyło także 150 psów, w większości należących do ras husky syberyjski i alaskański malamut.

### Po wyścigu

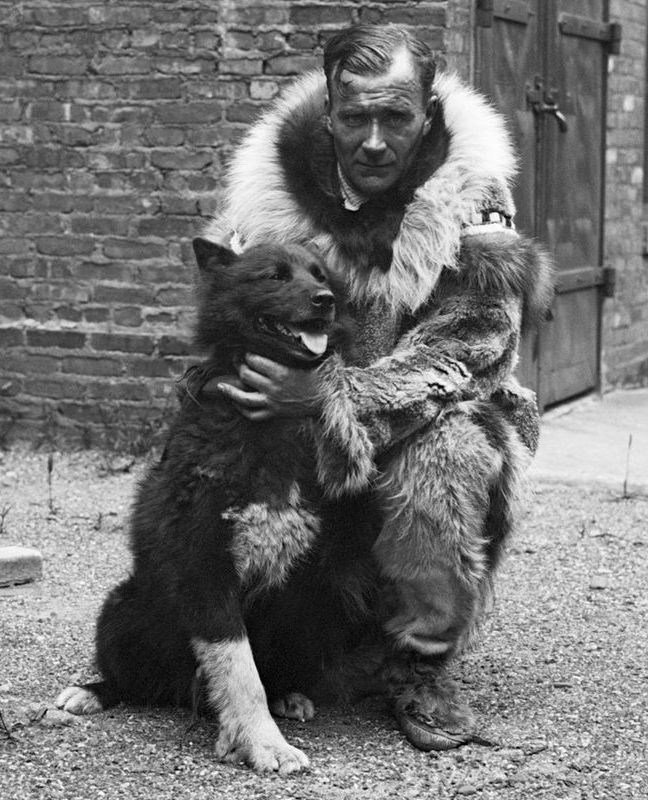
Gunnar Kaasen i Balto (1925)

Dostarczenie szczepionki na czas uchroniło Nome oraz jej okolicę przed wybuchem epidemii, a wszyscy chorzy wrócili do zdrowia. Oficjalnie liczba ofiar błonicy wyniosła między 5 a 7, ale dr Welch oszacował później, że prawdopodobnie było co najmniej 100 dodatkowych przypadków wśród Eskimosów mieszkających poza miastem. Tubylcy mieli bowiem zwyczaj grzebania swoich dzieci bez zgłaszania zgonów.
Wszyscy uczestnicy sztafety otrzymali listy pochwalne od prezydenta Calvina Coolidge’a, a senat USA wstrzymał pracę, aby uczcić to wydarzenie. Każdy maszer otrzymał ponadto złoty medal od firmy H.K. Mulford.
Największą sławę zyskał Balto, który otrzymał od burmistrza Los Angeles klucz do miasta w formie kości, a aktorka kina niemego Mary Pickford założyła mu na szyję wieniec. Razem z Gunnarem Kaasenem wystąpili też w filmie i ruszyli w tournée po USA. Ponadto figura psa 15 grudnia 1925 roku została odsłonięta w nowojorskim Central Parku.
Podobną sławę zyskał jeszcze Leonhard Seppala i jego Togo, którzy również ruszyli w trasę objazdową po USA. Rozgłos i wzrost zainteresowania psimi zaprzęgami pozwoliły mu wraz z partnerką Elizabeth Ricker założyć hodowlę husky syberyjskich.

## Lista maszerów
Lista maszerów z odcinkami i pokonanymi dystansami:
| Start       | Maszer                   | Odcinek                        | Dystans |
| ----------- | ------------------------ | ------------------------------ | ------- |
| 27 stycznia | Bill „Wild Bill” Shannon | Nenana – Tolovana              | 84 km   |
| 28 stycznia | Edgar Kallands           | Tolovana – Manley Hot Springs  | 50 km   |
| 28 stycznia | Dan Green                | Manley Hot Springs – Fish Lake | 45 km   |
| 28 stycznia | Johnny Folger            | Fish Lake – Tanana             | 42 km   |
| 29 stycznia | Sam Joseph               | Tanana – Kallands              | 55 km   |
| 29 stycznia | Titus Nikolai            | Kallands – Nine Mile Cabin     | 39 km   |
| 29 stycznia | Dan Corning              | Nine Mile Cabin – Kokrines     | 48 km   |
| 29 stycznia | Harry Pitka              | Kokrines – Ruby                | 48 km   |
| 29 stycznia | Bill McCarty             | Ruby – Whiskey Creek           | 45 km   |
| 29 stycznia | Edgar Nollner            | Whiskey Creek – Galena         | 39 km   |
| 30 stycznia | George Nollner           | Galena – Bishop Mountain       | 29 km   |
| 30 stycznia | Charlie Evans            | Bishop Mountain – Nulato       | 48 km   |
| 30 stycznia | Tommy Patsy              | Nulato – Kaltag                | 58 km   |
| 30 stycznia | Jack „Jackscrew” Nicolai | Kaltag – Old Woman Shelter     | 64 km   |
| 30 stycznia | Victor Anagick           | Old Woman Shelter – Unalakleet | 55 km   |
| 31 stycznia | Myles Gonangnan          | Unalakleet – Shaktoolik        | 64 km   |
| 31 stycznia | Henry Ivanoff            | Shaktoolik                     | 0 km    |
| 31 stycznia | Leonhard Seppala         | Shaktoolik – Golovin           | 146 km  |
| 1 lutego    | Charlie Olson            | Golovin – Bluff                | 40 km   |
| 1 lutego    | Gunnar Kaasen            | Bluff – Nome                   | 85 km   |